# Dia Internacional da Enfermagem
O Dia Internacional dos Enfermeiros e Enfermeiras ou Dia Internacional da Enfermagem é um dia internacional observado em todo o mundo em 12 de maio (o aniversário do nascimento de Florence Nightingale) de cada ano, para marcar as contribuições que os enfermeiros fazem para a sociedade. 

## História
O Conselho Internacional de Enfermeiras (CIE) celebra este dia desde 1965. 
Em 1953, Dorothy Sutherland, uma autoridade do Departamento de Saúde, Educação e Bem-Estar dos EUA, propôs que o presidente Dwight D. Eisenhower proclame um "Dia dos Enfermeiras e das Enfermeiras"; ele não aprovou. 
Em janeiro de 1974, 12 de maio foi escolhido para comemorar o dia, pois é o aniversário do nascimento de Florence Nightingale, fundadora da enfermagem moderna. A cada ano, o CIE prepara e distribui o Kit Internacional do Dia da Enfermagem. O kit contém materiais educativos e de informação pública, para serem usados por enfermeiros em todos os lugares. 